# Majed Abdullah
Majed Ahmed Abdullah Mohammed (en árabe: ماجد أحمد عبدالله محمد‎), conocido deportivamente como Majed Abdullah (en árabe: ماجد عبدالله‎, nacido el 11 de enero de 1959 en Yeda, La Meca) es un exfutbolista saudita. Jugaba de delantero y su último club fue el Al Nassr de Arabia Saudita.
Abdullah es el máximo goleador de la historia de Arabia Saudita con 72 goles en 117 partidos. A nivel de clubes, es el goleador récord de Al Nassr y es el máximo anotador de todos los tiempos de la Liga Profesional Saudita. A menudo se le conocía por su apodo “Joya Árabe” o “El Pelé del Desierto”.
Majed Abdullah es considerado uno de los mejores delanteros de Asia Occidental de la historia. Fue nominado para el Jugador Asiático del Siglo de la IFFHS, terminando en tercer lugar. Desarrolló su carrera enteramente en Al Nassr y anotó 189 goles en la liga a lo largo de veintiún años de carrera. Durante este tiempo, Al Nassr se estableció como una de las potencias en el fútbol saudita y asiático. Con Abdullah liderando el ataque, Al Nassr ganó cinco títulos de liga y cuatro títulos de la Copa del Rey, así como la Recopa de la AFC 1997-98. Asimismo, terminó como el máximo goleador de la Liga Saudita seis veces en su carrera. Majed Abdullah se retiró del fútbol en 1998, después de la victoria en la final de la Recopa de Asia de Al Nassr sobre Suwon Samsung Bluewings.
Su éxito no se limitó al escenario nacional, ya que en 1984 Arabia Saudita se clasificó para su primer torneo internacional mundial en los Juegos Olímpicos de Los Ángeles. Allí, Abdullah anotó sólo un gol en las tres derrotas de los sauditas en la fase de grupos. Sin embargo, el éxito internacional llegó meses después, en la Copa Asiática de Singapur: Arabia Saudita venció a China 2-0 en la final para llevarse el título por primera vez, con Abdullah marcando el segundo gol. Cuatro años más tarde, en 1988, anotaría dos veces en la edición de Catar para que Arabia Saudita retenga el título al vencer a Corea del Sur por penales.

## Infancia
Majed nació en Jeddah en 1959 como Majed Ahmad Abdullah Mohamed. Vivió en Jeddah hasta los 6 años, cuando su padre, un entrenador de fútbol, consiguió un trabajo en Riad para entrenar al filial de Al-Nasr.
Majed acompañaba a su padre a las sesiones de entrenamiento y jugaba fútbol en la escuela y en equipos de barrio. A causa de su altura jugaba de arquero. Cuando tenía 10 años, faltaba un delantero y el ocupó el lugar. Majed anotó 2 goles en el juego y su equipo ganó 3-1 y continuaría en esa posición en adelante.

## Carrera amateur

### ConAl-Nassr
Muchos clubes querían fichar a Majed, pero por la relación de su padre con Al-Nasr y el amor de Majed por el equipo, terminó fichándose para el filial de Al-Nasr bajo la supervisión del entrenador yugoslavo, Brocic.
Al principio, no fue tan divertido como Majed creía y regularmente faltaba a las sesiones de entrenamiento para jugar con sus amigos en la escuela o en equipos de barrio. Después de un tiempo, se dio cuenta de la importancia de los entrenamientos y regularmente iba a ellos.
El primer partido de Majed fue un amistoso contra un equipo inglés de segunda división en un campamento en Inglaterra en 1976. Logró anotar 1 gol y el partido terminó 4-0, pero se lesionó y tuvo que perderse el resto del campamento.
Su primer partido en Arabia Saudita fue otro amistoso, esta vez contra Al-Fateh. Entró al partido como suplente en los últimos 20 minutos pero a causa de su inexperiencia no hizo un impacto. 
Una semana después también jugó en los últimos 20 minutos de su primer partido oficial contra Al-Shabab. Aunque no anotó, creó una buena impresión en los fanáticos y en su entrenador. En su tercer partido contra Al Wahda logró anotar su primer gol de los 533 goles de su carrera. Jugaría 2 partidos más antes de que se acabara la temporada y ya era famoso. 

### Con la selección nacional
Aunque solo jugó 5 partidos, Majed fue aceptado en la selección sub-20 de Arabia Saudita que se estaba preparando para un torneo amistoso en Irán. Aunque Arabia Saudita terminó segundo, Majed consiguió el premio al mejor goleador con 7 goles.
Consiguió el interés de los entrenadores de la Selección de Arabia Saudita, quien con solo 18 años y 5 partidos de liga, se unió a la selección nacional.
Probó su talento en su primer partido, un amistoso contra el equipo portugués Benfica cuando anotó 2 goles. 
Con ese partido, Majed logró asegurar un puesto en el equipo nacional desde 1977 hasta el Mundial de 1994.

## Carrera profesional

### ConAl-Nassr
El club de Majed terminó su primera temporada en segundo lugar. En la segunda temporada también terminaron en segundo lugar (aunque otros dos equipos se unieron a la liga) con Majed segundo en la lista de goleadores. Pero en su tercera temporada estaba en lo más alto de la lista con 13 goles pero el club volvió a terminar segundo. Broic, el entrenador de Majed desde muy pequeño fue despedido. El entrenador Brasileño Formiga lo reemplazó y llevó al equipo a su primera victoria en 1980 y Majed estaba en lo más alto de la lista por segunda vez consecutiva. En 1981 fue aún mejor para Majed y para Al-Nasr cuando se convirtieron en el primer equipo en ganar la liga 2 veces consecutivas. Majed terminó de nuevo primero en la lista con 21 goles en 16 partidos (se perdió 2 a causa de una lesión).
Durante los próximos 4 años, Al-Nasr no pudo ganar nada, Majed estaba en la selección nacional o lesionado. Aunque en el periodo entre 1986 y 1990, Al-Nasr volvió con fuerza y ganó la liga 1 vez más, Majed también estuvo en lo más alto de la tabla 3 veces más durante este periodo consiguiendo 6 botas de oro. Lo logró incluso con constantes lesiones y partidos de la selección.
El periodo desde 1991 hasta 1993, Majed participó poco a causa de una lesión, aunque Al-Nasr ganó la copa en 1994, Majed estuvo ocupado con la selección nacional intentando clasificar al mundial de 1994.
En sus últimos 4 años con Al-Nasr, Majed lideró a Al-Nasr a 4 títulos diferentes: La Liga Premier en 1995, 2 campeonatos consecutivos del club de golf en 1996-97 y el máximo título de Al-Nasr, la Copa Asiática de Ganadores en 1998. Su último gol fue en las semifinales y se retiró una vez que el torneo terminó.

### Con la Selección nacional
Cuando Majed se unió a la selección de Arabia Saudita, no era popular con el público saudí. El equipo repetía pobres partidos y causaba que muchos fanáticos simplemente vieran los partidos de equipos. 
Pero con el establecimiento de la Liga Premier Saudita en 1976, el nivel de fútbol en Arabia Saudita y del equipo nacional aumentó causando que más fanáticos prestaran atención a los partidos internacionales.
La primera gran intervención internacional de Majed fue durante la quinta copa GCC cuando anotó 7 goles en 5 partidos, incluyendo el récord nacional de 5 goles en un solo partido contra Catar. Pero aun así, los resultados no mejoraron y no lograron clasificar al Mundial de 1982. El entrenador brasileño Menilli fue reemplazado por Mário Zagallo. Zagallo también fue reemplazado después de una derrota 4-0 contra Irak en la séptima copa GCC en 1984 por Al-Zayani. Al-Zayani inmediatamente mejoró al equipo. En los 3 últimos partidos de Arabia Saudita lograron 2 victorias y un empate y quedaron en tercer lugar.
Unas cuantas semanas después, el equipo arribó a las clasificatorias de los Juegos Olímpicos de 1984, pero Majed estaba lesionado. Pero el equipo jugó bien liderado por el compañero de equipo de Majed, Mohaisen Al-Jam'an, Majed se recuperó rápidamente y lideró al equipo a las Olimpiadas de 1984 en Los Ángeles. Aunque en las Olimpiadas su inexperiencia se mostró y perdieron todos sus partidos. Majed logró anotar 1 gol en la derrota 3-1 contra Brasil. 
El más grande logro de Majed fue cuando el equipo clasificó a su primera Copa Mundial en 1994. Aunque Majed estuvo lesionado en gran parte de la clasificación, volvió para anotar 3 goles en los últimos 3 partidos de clasificación al mundial. En la Copa Mundial, Majed tenía 35 años y era el capitán pero no pudo anotar goles porque estuvo en la banca a causa de una lesión durante casi todo el torneo. Finalmente se retiró del fútbol internacional después del torneo.
Llegó a disputar un total de 140 partidos con su selección y anotó 72 goles siendo hasta el momento el máximo goleador.

## Estadísticas

### Clubes
| Club | Div.          | Temporada     | Liga  | Liga  | Liga   | Copas nacionales(1) | Copas nacionales(1) | Copas nacionales(1) | Copas internacionales(2) | Copas internacionales(2) | Copas internacionales(2) | Total | Total | Total  | Media goleadora(3) |
| Club | Div.          | Temporada     | Part. | Goles | Asist. | Part.               | Goles               | Asist.              | Part.                    | Goles                    | Asist.                   | Part. | Goles | Asist. | Media goleadora(3) |
| --- | ------------- | ------------- | ----- | ----- | ------ | ------------------- | ------------------- | ------------------- | ------------------------ | ------------------------ | ------------------------ | ----- | ----- | ------ | ------------------ |
| Al Nassr Arabia Saudita |               |               |       |       |        |                     |                     |                     |                          |                          |                          |       |       |        |                    |
| 1.ª | 1976-77       | 6             | 4     | 0     | 4      | 5                   | 0                   | —                   | —                        | —                        | 10                       | 9     | 0     | 0,90   |                    |
| 1.ª | 1977-78       | 18            | 11    | 0     | 2      | 2                   | 0                   | —                   | —                        | —                        | 20                       | 13    | 0     | 0,65   |                    |
| 1.ª | 1978-79       | 17            | 18    | 0     | 3      | 6                   | 0                   | —                   | —                        | —                        | 20                       | 24    | 0     | 1,20   |                    |
| 1.ª | 1979-80       | 17            | 17    | 0     | 0      | 0                   | 0                   | —                   | —                        | —                        | 17                       | 17    | 0     | 1,00   |                    |
| 1.ª | 1980-81       | 15            | 21    | 0     | 4      | 4                   | 0                   | —                   | —                        | —                        | 19                       | 25    | 0     | 1,32   |                    |
| 1.ª | 1981-82       | 9             | 9     | 0     | 1      | 1                   | 0                   | —                   | —                        | —                        | 10                       | 10    | 0     | 1,00   |                    |
| 1.ª | 1982-83       | 15            | 14    | 0     | 3      | 3                   | 0                   | 4                   | 3                        | 0                        | 22                       | 20    | 0     | 0,91   |                    |
| 1.ª | 1983-84       | 0             | 0     | 0     | 0      | 0                   | 0                   | —                   | —                        | —                        | 0                        | 0     | 0     | 0,00   |                    |
| 1.ª | 1984-85       | 4             | 1     | 0     | 0      | 0                   | 0                   | —                   | —                        | —                        | 4                        | 1     | 0     | 0,25   |                    |
| 1.ª | 1985-86       | 16            | 15    | 0     | 2      | 1                   | 0                   | —                   | —                        | —                        | 18                       | 16    | 0     | 0,89   |                    |
| 1.ª | 1986-87       | 11            | 15    | 0     | 4      | 5                   | 0                   | —                   | —                        | —                        | 15                       | 20    | 0     | 1,33   |                    |
| 1.ª | 1987-88       | 6             | 5     | 0     | 3      | 2                   | 0                   | —                   | —                        | —                        | 9                        | 7     | 0     | 0,78   |                    |
| 1.ª | 1988-89       | 15            | 19    | 0     | 4      | 5                   | 0                   | —                   | —                        | —                        | 19                       | 24    | 0     | 1,26   |                    |
| 1.ª | 1989-90       | 12            | 13    | 0     | 3      | 5                   | 0                   | —                   | —                        | —                        | 15                       | 18    | 0     | 1,20   |                    |
| 1.ª | 1990-91       | 11            | 10    | 0     | 4      | 5                   | 0                   | 4                   | 5                        | 0                        | 19                       | 20    | 0     | 1,05   |                    |
| 1.ª | 1991-92       | 2             | 3     | 0     | 0      | 0                   | 0                   | 2                   | 1                        | 0                        | 4                        | 4     | 0     | 1,00   |                    |
| 1.ª | 1992-93       | 5             | 4     | 0     | 1      | 0                   | 0                   | —                   | —                        | —                        | 6                        | 4     | 0     | 0,67   |                    |
| 1.ª | 1993-94       | 0             | 0     | 0     | 0      | 0                   | 0                   | —                   | —                        | —                        | 0                        | 0     | 0     | 0,00   |                    |
| 1.ª | 1994-95       | 8             | 8     | 0     | 1      | 1                   | 0                   | —                   | —                        | —                        | 9                        | 9     | 0     | 1,00   |                    |
| 1.ª | 1995-96       | 3             | 0     | 0     | 2      | 2                   | 0                   | 10                  | 5                        | 0                        | 15                       | 7     | 0     | 0,47   |                    |
| 1.ª | 1996-97       | 4             | 2     | 0     | 3      | 4                   | 0                   | 6                   | 4                        | 0                        | 13                       | 10    | 0     | 0,77   |                    |
| 1.ª | 1997-98       | 0             | 0     | 0     | 0      | 0                   | 0                   | 2                   | 1                        | 0                        | 2                        | 1     | 0     | 0,50   |                    |
| Total club | Total club    | 194           | 189   | 0     | 44     | 51                  | 0                   | 28                  | 19                       | 0                        | 266                      | 259   | 0     | 0,97   |                    |
| Total carrera | Total carrera | Total carrera | 194   | 189   | 0      | 44                  | 51                  | 0                   | 28                       | 19                       | 0                        | 266   | 259   | 0      | 0,97               |
| (1) Incluye datos de Copa del Rey, Copa del Príncipe de la Corona y Copa Federación. (2) Incluye datos de Copa de Clubes Campeones del Golfo, Campeonato Asiático de Clubes y Recopa de la AFC. (3) No incluye goles en partidos amistosos. |               |               |       |       |        |                     |                     |                     |                          |                          |                          |       |       |        |                    |

### Selección nacional
| Selección | Temporada     | Asiáticos(A) | Asiáticos(A) | Asiáticos(A) | Mundiales(B) | Mundiales(B) | Mundiales(B) | Amistosos | Amistosos | Amistosos | Total | Total | Total  | Media goleadora |
| Selección | Temporada     | Part.        | Goles        | Asist.       | Part.        | Goles        | Asist.       | Part.     | Goles     | Asist.    | Part. | Goles | Asist. | Media goleadora |
| --- | ------------- | ------------ | ------------ | ------------ | ------------ | ------------ | ------------ | --------- | --------- | --------- | ----- | ----- | ------ | --------------- |
| Absoluta Arabia Saudita |               |              |              |              |              |              |              |           |           |           |       |       |        |                 |
| 1978 | 3             | 0            | 0            | 0            | 0            | 0            | 0            | 0         | 0         | 3         | 0     | 0     | 0,00   |                 |
| 1979 | 6             | 7            | 0            | 0            | 0            | 0            | 0            | 0         | 0         | 6         | 7     | 0     | 1,17   |                 |
| 1980 | 3             | 1            | 0            | 0            | 0            | 0            | 4            | 8         | 0         | 7         | 9     | 0     | 1,29   |                 |
| 1981 | 0             | 0            | 0            | 8            | 3            | 0            | 3            | 1         | 0         | 11        | 4     | 0     | 0,36   |                 |
| 1982 | 8             | 3            | 0            | 0            | 0            | 0            | 2            | 0         | 0         | 10        | 3     | 0     | 0,30   |                 |
| 1983 | 0             | 0            | 0            | 0            | 0            | 0            | 0            | 0         | 0         | 0         | 0     | 0     | 0,00   |                 |
| 1984 | 12            | 11           | 0            | 0            | 0            | 0            | 4            | 4         | 0         | 16        | 15    | 0     | 0,94   |                 |
| 1985 | 4             | 3            | 0            | 2            | 0            | 0            | 1            | 0         | 0         | 7         | 3     | 0     | 0,43   |                 |
| 1986 | 9             | 8            | 0            | 0            | 0            | 0            | 1            | 0         | 0         | 10        | 8     | 0     | 0,80   |                 |
| 1987 | 0             | 0            | 0            | 0            | 0            | 0            | 0            | 0         | 0         | 0         | 0     | 0     | 0,00   |                 |
| 1988 | 12            | 3            | 0            | 0            | 0            | 0            | 11           | 8         | 0         | 23        | 11    | 0     | 0,48   |                 |
| 1989 | 0             | 0            | 0            | 7            | 2            | 0            | 0            | 0         | 0         | 7         | 2     | 0     | 0,29   |                 |
| 1990 | 3             | 2            | 0            | 0            | 0            | 0            | 0            | 0         | 0         | 3         | 2     | 0     | 0,67   |                 |
| 1991 | 0             | 0            | 0            | 0            | 0            | 0            | 0            | 0         | 0         | 0         | 0     | 0     | 0,00   |                 |
| 1992 | 2             | 1            | 0            | 0            | 0            | 0            | 0            | 0         | 0         | 2         | 1     | 0     | 0,50   |                 |
| 1993 | 0             | 0            | 0            | 3            | 3            | 0            | 6            | 3         | 0         | 9         | 6     | 0     | 0,67   |                 |
| 1994 | 0             | 0            | 0            | 2            | 0            | 0            | 1            | 1         | 0         | 3         | 1     | 0     | 0,33   |                 |
| Total | 65            | 39           | 0            | 22           | 8            | 0            | 33           | 25        | 0         | 117       | 72    | 0     | 0,62   |                 |
| Total carrera | Total carrera | 65           | 39           | 0            | 22           | 8            | 0            | 33        | 25        | 0         | 117   | 72    | 0      | 0,62            |
| (A) Incluye datos de fases de clasificación para campeonatos asiáticos y regionales. (B) Incluye datos de fases de clasificación para campeonatos mundiales. |               |              |              |              |              |              |              |           |           |           |       |       |        |                 |

#### Goles internacionales
| No  | Fecha                    | Sede                                                        | Oponente               | Gol | Resultado | Competición                                          |
| --- | ------------------------ | ----------------------------------------------------------- | ---------------------- | --- | --------- | ---------------------------------------------------- |
| 1.  | 24 de marzo de 1979      | Estadio Al-Shaab, Bagdad, Irak                              | Emiratos Árabes Unidos | 2–1 | 2–1       | Copa de Naciones del Golfo de 1979                   |
| 2.  | 28 de marzo de 1979      | Estadio Al-Shaab, Bagdad, Irak                              | Omán                   | 4–0 | 4–0       | Copa de Naciones del Golfo de 1979                   |
| 3.  | 4 de abril de 1979       | Estadio Al-Shaab, Bagdad, Irak                              | Catar                  | 1–0 | 7–0       | Copa de Naciones del Golfo de 1979                   |
| 4.  | 4 de abril de 1979       | Estadio Al-Shaab, Bagdad, Irak                              | Catar                  | 2–0 | 7–0       | Copa de Naciones del Golfo de 1979                   |
| 5.  | 4 de abril de 1979       | Estadio Al-Shaab, Bagdad, Irak                              | Catar                  | 4–0 | 7–0       | Copa de Naciones del Golfo de 1979                   |
| 6.  | 4 de abril de 1979       | Estadio Al-Shaab, Bagdad, Irak                              | Catar                  | 5–0 | 7–0       | Copa de Naciones del Golfo de 1979                   |
| 7.  | 4 de abril de 1979       | Estadio Al-Shaab, Bagdad, Irak                              | Catar                  | 6–0 | 7–0       | Copa de Naciones del Golfo de 1979                   |
| 8.  | 30 de enero de 1980      | Estadio Príncipe Faisal bin Fahd, Riad, Arabia Saudita      | Corea del Sur          | 1–0 | 1–3       | Partido amistoso                                     |
| 9.  | 29 de septiembre de 1980 | Estadio İzmir Atatürk, Esmirna, Turquía                     | Malasia                | 1–0 | 3–0       | Juegos Islámicos 1980                                |
| 10. | 12 de diciembre de 1980  | Estadio Príncipe Faisal bin Fahd, Riad, Arabia Saudita      | Indonesia              | 1–0 | 8–0       | Partido amistoso                                     |
| 11. | 12 de diciembre de 1980  | Estadio Príncipe Faisal bin Fahd, Riad, Arabia Saudita      | Indonesia              | 5–0 | 8–0       | Partido amistoso                                     |
| 12. | 12 de diciembre de 1980  | Estadio Príncipe Faisal bin Fahd, Riad, Arabia Saudita      | Indonesia              | 6–0 | 8–0       | Partido amistoso                                     |
| 13. | 12 de diciembre de 1980  | Estadio Príncipe Faisal bin Fahd, Riad, Arabia Saudita      | Indonesia              | 7–0 | 8–0       | Partido amistoso                                     |
| 14. | 12 de diciembre de 1980  | Estadio Príncipe Faisal bin Fahd, Riad, Arabia Saudita      | Indonesia              | 8–0 | 8–0       | Partido amistoso                                     |
| 15. | 14 de diciembre de 1980  | Estadio Príncipe Abdullah Al Faisal, Yeda, Arabia Saudita   | Indonesia              | 1–0 | 3–0       | Partido amistoso                                     |
| 16. | 14 de diciembre de 1980  | Estadio Príncipe Abdullah Al Faisal, Yeda, Arabia Saudita   | Indonesia              | 2–0 | 3–0       | Partido amistoso                                     |
| 17. | 17 de octubre de 1981    | Estadio Príncipe Faisal bin Fahd, Riad, Arabia Saudita      | Corea del Sur          | 2–0 | 2–0       | Partido amistoso                                     |
| 18. | 12 de noviembre de 1981  | Estadio Merdeka, Kuala Lumpur, Malasia                      | China                  | 2–0 | 2–4       | Eliminatorias para la Copa Mundial de Fútbol de 1982 |
| 19. | 28 de noviembre de 1981  | Mount Smart Stadium, Auckland, Nueva Zelanda                | Nueva Zelanda          | 1–1 | 2–2       | Eliminatorias para la Copa Mundial de Fútbol de 1982 |
| 20. | 28 de noviembre de 1981  | Mount Smart Stadium, Auckland, Nueva Zelanda                | Nueva Zelanda          | 2–1 | 2–2       | Eliminatorias para la Copa Mundial de Fútbol de 1982 |
| 21. | 29 de marzo de 1982      | Estadio Zayed Sports City, Abu Dabi, Emiratos Árabes Unidos | Catar                  | 1–0 | 1–0       | Copa de Naciones del Golfo de 1982                   |
| 22. | 2 de abril de 1982       | Estadio Zayed Sports City, Abu Dabi, Emiratos Árabes Unidos | Baréin                 | 1–1 | 2–2       | Copa de Naciones del Golfo de 1982                   |
| 23. | 2 de abril de 1982       | Estadio Zayed Sports City, Abu Dabi, Emiratos Árabes Unidos | Baréin                 | 2–2 | 2–2       | Copa de Naciones del Golfo de 1982                   |
| 24. | 21 de febrero de 1984    | Estadio Príncipe Faisal bin Fahd, Riad, Arabia Saudita      | Argelia                | 1–0 | 4–2       | Partido amistoso                                     |
| 25. | 21 de febrero de 1984    | Estadio Príncipe Faisal bin Fahd, Riad, Arabia Saudita      | Argelia                | 3–2 | 4–2       | Partido amistoso                                     |
| 26. | 10 de marzo de 1984      | Estadio de la Policía Real de Omán, Mascate, Omán           | Catar                  | 1–1 | 1–2       | Copa de Naciones del Golfo de 1984                   |
| 27. | 25 de septiembre de 1984 | Estadio Príncipe Saud bin Jalawi, Khobar, Arabia Saudita    | Islandia               | 1–0 | 1–2       | Partido amistoso                                     |
| 28. | 8 de octubre de 1984     | Estadio Príncipe Abdullah Al Faisal, Yeda, Arabia Saudita   | Tailandia              | 1–0 | 2–1       | Partido amistoso                                     |
| 29. | 19 de octubre de 1984    | Estadio Príncipe Abdullah Al Faisal, Yeda, Arabia Saudita   | Nepal                  | 2–0 | 7–0       | Eliminatorias para la Copa Asiática 1984             |
| 30. | 22 de octubre de 1984    | Estadio Príncipe Abdullah Al Faisal, Yeda, Arabia Saudita   | Emiratos Árabes Unidos | 1–0 | 1–0       | Eliminatorias para la Copa Asiática 1984             |
| 31. | 24 de octubre de 1984    | Estadio Príncipe Abdullah Al Faisal, Yeda, Arabia Saudita   | Sri Lanka              | 1–0 | 5–0       | Eliminatorias para la Copa Asiática 1984             |
| 32. | 24 de octubre de 1984    | Estadio Príncipe Abdullah Al Faisal, Yeda, Arabia Saudita   | Sri Lanka              | 2–0 | 5–0       | Eliminatorias para la Copa Asiática 1984             |
| 33. | 24 de octubre de 1984    | Estadio Príncipe Abdullah Al Faisal, Yeda, Arabia Saudita   | Sri Lanka              | 3–0 | 5–0       | Eliminatorias para la Copa Asiática 1984             |
| 34. | 26 de octubre de 1984    | Estadio Príncipe Abdullah Al Faisal, Yeda, Arabia Saudita   | Omán                   | 1–0 | 6–0       | Eliminatorias para la Copa Asiática 1984             |
| 35. | 26 de octubre de 1984    | Estadio Príncipe Abdullah Al Faisal, Yeda, Arabia Saudita   | Omán                   | 2–0 | 6–0       | Eliminatorias para la Copa Asiática 1984             |
| 36. | 26 de octubre de 1984    | Estadio Príncipe Abdullah Al Faisal, Yeda, Arabia Saudita   | Omán                   | 4–0 | 6–0       | Eliminatorias para la Copa Asiática 1984             |
| 37. | 2 de diciembre de 1984   | Estadio Nacional, Kallang, Singapur                         | Corea del Sur          | 1–1 | 1–1       | FG de la Copa Asiática 1984                          |
| 38. | 16 de diciembre de 1984  | Estadio Nacional, Kallang, Singapur                         | China                  | 2–0 | 2–0       | Final de la Copa Asiática 1984                       |
| 39. | 5 de agosto de 1985      | Estadio Príncipe Moulay Abdellah, Rabat, Marruecos          | Yemen del Norte        | 1–0 | 2–0       | FG de los Juegos Panárabes 1985                      |
| 40. | 8 de agosto de 1985      | Estadio Municipal de Settat, Settat, Marruecos              | Emiratos Árabes Unidos | 1–0 | 1–0       | FG de los Juegos Panárabes 1985                      |
| 41. | 14 de agosto de 1985     | Estadio Mohammed V, Casablanca, Marruecos                   | Irak B                 | 1–0 | 1–2       | SF de los Juegos Panárabes 1985                      |
| 42. | 23 de marzo de 1986      | Estadio Nacional de Baréin, Riffa, Baréin                   | Kuwait                 | 1–3 | 1–3       | Copa de Naciones del Golfo de 1986                   |
| 43. | 25 de marzo de 1986      | Estadio Nacional de Baréin, Riffa, Baréin                   | Baréin                 | 1–1 | 1–2       | Copa de Naciones del Golfo de 1986                   |
| 44. | 28 de marzo de 1986      | Estadio Nacional de Baréin, Riffa, Baréin                   | Omán                   | 1–0 | 3–1       | Copa de Naciones del Golfo de 1986                   |
| 45. | 28 de marzo de 1986      | Estadio Nacional de Baréin, Riffa, Baréin                   | Omán                   | 3–1 | 3–1       | Copa de Naciones del Golfo de 1986                   |
| 46. | 21 de septiembre de 1986 | Estadio Gwangju Mudeung, Gwangju, Corea del Sur             | Malasia                | 2–1 | 3–1       | FG de los Juegos Asiáticos de 1986                   |
| 47. | 21 de septiembre de 1986 | Estadio Gwangju Mudeung, Gwangju, Corea del Sur             | Malasia                | 3–1 | 3–1       | FG de los Juegos Asiáticos de 1986                   |
| 48. | 25 de septiembre de 1986 | Estadio Gwangju Mudeung, Gwangju, Corea del Sur             | Indonesia              | 1–0 | 2–0       | FG de los Juegos Asiáticos de 1986                   |
| 49. | 25 de septiembre de 1986 | Estadio Gwangju Mudeung, Gwangju, Corea del Sur             | Indonesia              | 2–0 | 2–0       | FG de los Juegos Asiáticos de 1986                   |
| 50. | 17 de febrero de 1988    | Estadio Príncipe Faisal bin Fahd, Riad, Arabia Saudita      | Escocia                | 2–2 | 2–2       | Partido amistoso                                     |
| 51. | 9 de marzo de 1988       | Estadio Internacional Rey Fahd, Riad, Arabia Saudita        | Baréin                 | 1–0 | 1–0       | Copa de Naciones del Golfo de 1988                   |
| 52. | 13 de marzo de 1988      | Estadio Internacional Rey Fahd, Riad, Arabia Saudita        | Emiratos Árabes Unidos | 2–2 | 2–2       | Copa de Naciones del Golfo de 1988                   |
| 53. | 23 de junio de 1988      | Estadio Parque Olímpico, Melbourne, Australia               | Nueva Zelanda          | 1–3 | 2–3       | Partido amistoso                                     |
| 54. | 23 de junio de 1988      | Estadio Parque Olímpico, Melbourne, Australia               | Nueva Zelanda          | 2–3 | 2–3       | Partido amistoso                                     |
| 55. | 29 de junio de 1988      | Estadio Parque Olímpico, Melbourne, Australia               | Hong Kong              | 1–0 | 3–0       | Partido amistoso                                     |
| 56. | 6 de julio de 1988       | Football Park, Adelaida, Australia                          | Argentina              | 1–1 | 2–2       | Australia Gold Cup 1988                              |
| 57. | 13 de julio de 1988      | Estadio Parque Olímpico, Melbourne, Australia               | Brasil                 | 1–2 | 1–4       | Australia Gold Cup 1988                              |
| 58. | 16 de noviembre de 1988  | Estadio Internacional Rey Fahd, Riad, Arabia Saudita        | Inglaterra             | 1–0 | 1–1       | Partido amistoso                                     |
| 59. | 23 de noviembre de 1988  | Estadio Príncipe Saud bin Jalawi, Khobar, Arabia Saudita    | Túnez                  | 1–0 | 1–0       | Partido amistoso                                     |
| 60. | 15 de diciembre de 1988  | Estadio Hamad bin Khalifa, Doha, Catar                      | Irán                   | 1–0 | 1–0       | SF de la Copa Asiática 1988                          |
| 61. | 15 de marzo de 1989      | Estadio Príncipe Abdullah Al Faisal, Yeda, Arabia Saudita   | Siria                  | 4–3 | 5–4       | Eliminatorias para la Copa Mundial de Fútbol de 1990 |
| 62. | 5 de abril de 1989       | Estadio Príncipe Abdullah Al Faisal, Yeda, Arabia Saudita   | Yemen del Norte        | 1–0 | 1–0       | Eliminatorias para la Copa Mundial de Fútbol de 1990 |
| 63. | 24 de septiembre de 1990 | Estadio Xiannongtan, Pekín, China                           | Bangladés              | 2–0 | 4–0       | FG de los Juegos Asiáticos de 1990                   |
| 64. | 24 de septiembre de 1990 | Estadio Xiannongtan, Pekín, China                           | Bangladés              | 4–0 | 4–0       | FG de los Juegos Asiáticos de 1990                   |
| 65. | 11 de septiembre de 1992 | Estadio Al-Hamadaniah, Alepo, Siria                         | Siria                  | 1–0 | 1–1       | FG de la Copa de Naciones Árabe 1992                 |
| 66. | 18 de abril de 1993      | Estadio Nacional, Kallang, Singapur                         | Nueva Zelanda          | 2–1 | 3–1       | Partido amistoso                                     |
| 67. | 22 de abril de 1993      | Estadio Nacional, Kallang, Singapur                         | Singapur               | 1–0 | 3–0       | Partido amistoso                                     |
| 68. | 16 de mayo de 1993       | Estadio Internacional Rey Fahd, Riad, Arabia Saudita        | Malasia                | 1–0 | 3–0       | Eliminatorias para la Copa Mundial de Fútbol de 1994 |
| 69. | 16 de mayo de 1993       | Estadio Internacional Rey Fahd, Riad, Arabia Saudita        | Malasia                | 3–0 | 3–0       | Eliminatorias para la Copa Mundial de Fútbol de 1994 |
| 70. | 18 de mayo de 1993       | Estadio Internacional Rey Fahd, Riad, Arabia Saudita        | Kuwait                 | 2–0 | 2–0       | Eliminatorias para la Copa Mundial de Fútbol de 1994 |
| 71. | 27 de septiembre de 1993 | Estadio Príncipe Saud bin Jalawi, Khobar, Arabia Saudita    | Singapur               | 2–0 | 3–2       | Partido amistoso                                     |
| 72. | 4 de junio de 1994       | Estadio Alex G. Spanos, San Luis Obispo, Estados Unidos     | Trinidad y Tobago      | 1–0 | 3–2       | Partido amistoso                                     |

#### Participaciones en fases finales
| Torneo                         | Sede           | Resultado        | Partidos | Goles |
| ------------------------------ | -------------- | ---------------- | -------- | ----- |
| Juegos Asiáticos de 1978       | Bangkok        | Primera fase     | 3        | 0     |
| Juegos Asiáticos de 1982       | Nueva Delhi    | Tercer puesto    | 2        | 0     |
| Juegos Olímpicos de 1984       | Los Ángeles    | Primera fase     | 3        | 1     |
| Copa Asiática 1984             | Singapur       | Campeón          | 6        | 2     |
| Juegos Asiáticos de 1986       | Seúl           | Subcampeón       | 3        | 4     |
| Copa Asiática 1988             | Catar          | Campeón          | 6        | 1     |
| Juegos Asiáticos de 1990       | Pekín          | Cuartos de final | 3        | 2     |
| Copa Mundial de Fútbol de 1994 | Estados Unidos | Octavos de final | 2        | 0     |

## Palmarés
Torneos nacionales
| Título               | Club     | País           | Año     |
| -------------------- | -------- | -------------- | ------- |
| Premier League Saudí | Al-Nassr | Arabia Saudita | 1979-80 |
| Premier League Saudí | Al-Nassr | Arabia Saudita | 1980-81 |
| Copa del Rey         | Al-Nassr | Arabia Saudita | 1981    |
| Copa del Rey         | Al-Nassr | Arabia Saudita | 1986    |
| Copa del Rey         | Al-Nassr | Arabia Saudita | 1987    |
| Premier League Saudí | Al-Nassr | Arabia Saudita | 1988-89 |
| Copa del Rey         | Al-Nassr | Arabia Saudita | 1990    |
| Premier League Saudí | Al-Nassr | Arabia Saudita | 1994-95 |

Torneos internacionales
| Título                             | Club                        | País     | Año     |
| ---------------------------------- | --------------------------- | -------- | ------- |
| Copa Asiática                      | Selección de Arabia Saudita | Singapur | 1984    |
| Copa Asiática                      | Selección de Arabia Saudita | Doha     | 1988    |
| Copa de Clubes Campeones del Golfo | Al-Nassr                    | Riffa    | 1996    |
| Copa de Clubes Campeones del Golfo | Al-Nassr                    | Doha     | 1997    |
| Recopa de la AFC                   | Al-Nassr                    | Riad     | 1997-98 |